# Avión de ataque a tierra

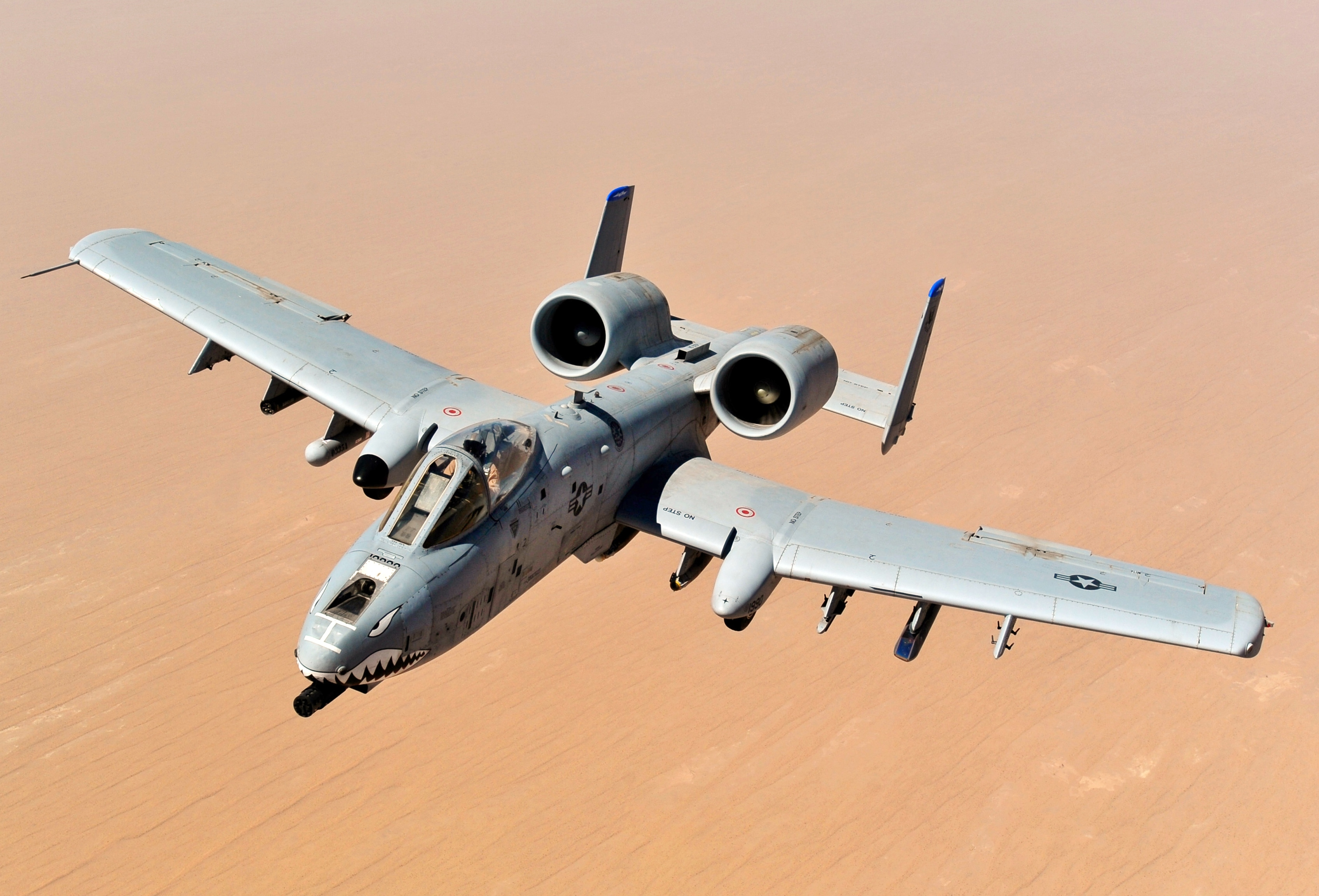
Avión de ataque A-10 Thunderbolt II de la Fuerza Aérea de los Estados Unidos.

Un avión de ataque a tierra o avión de ataque es un avión militar, o caza de combate, de peso medio, diseñado para atacar objetivos terrestres con precisión, volando a baja altitud y en todo tipo de clima, que suele ser desplegado como un avión de apoyo aéreo cercano, para las fuerzas terrestres propias. Esta clase de aeronave está diseñada principalmente para apoyo aéreo cercano y misiones navales aire-superficie, superponiéndose en la misión del bombardero táctico.
La proximidad de fuerzas amigas en el campo de batalla, requiere ataques de precisión por parte de estos aviones, diseñados con alas extendidas y grandes superficies de control, alerones y flaps, para tener una mejor prestación de vuelo a baja altitud, donde el aire es más denso, húmedo y pesado, algo que no es posible realizar con un avión bombardero tradicional, diseñado con alas en flecha y en delta, para volar a mayor altitud y velocidad, sobre las nubes en combates contra otros aviones caza y lejos de los ataques enemigos.
Los aviones de combate a menudo desempeñan la función de ataque, aunque no se considerarían aviones de ataque "per se", aunque las conversiones de cazabombardero de esos mismos aviones se considerarían parte de la clase. Los cazabombarderos, que han reemplazado efectivamente a los conceptos de bombarderos ligeros, también difieren poco del concepto amplio de un avión de ataque.

## Historia

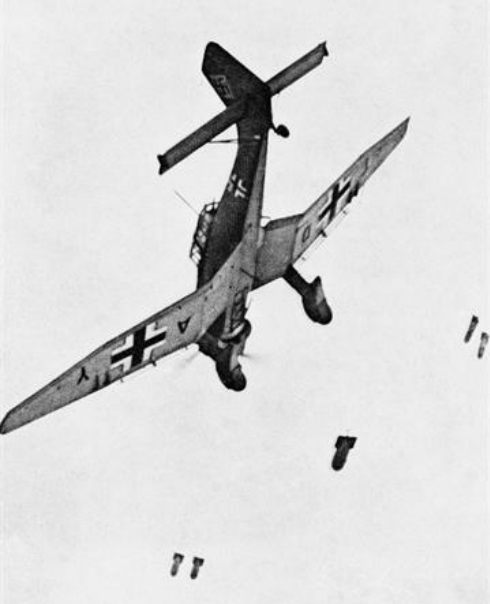
Un Junkers Ju 87B Stuka (TD+AY) alemán lanzando bombas. Esta foto muestra un avión asignado a la unidad de entrenamiento Sturzkampffliegerschule 1, hacia 1940.

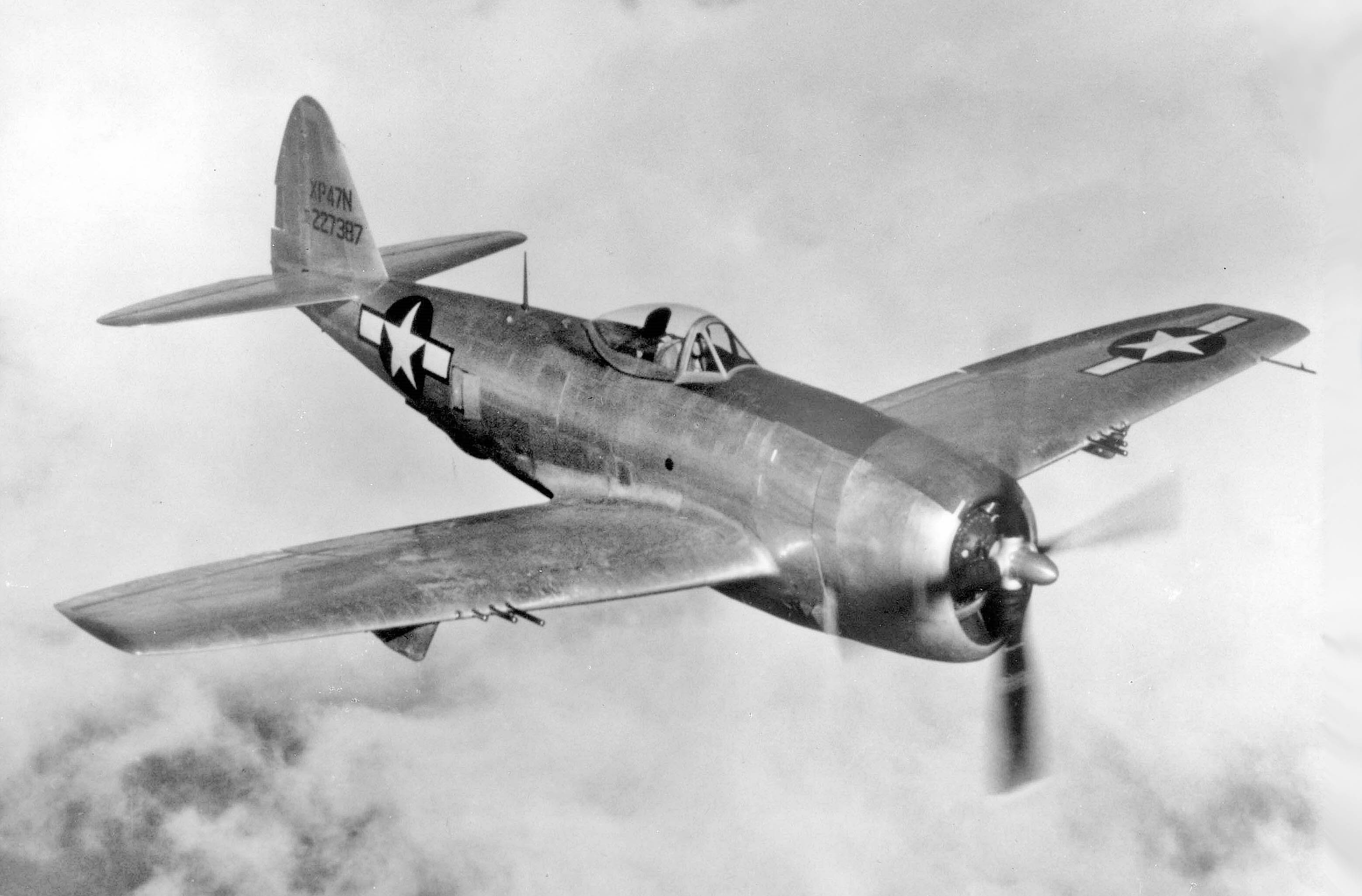
Un Republic P-47 Thunderbolt. el P-47 Thunderbolt voló en su primera misión de combate: un barrido sobre Europa Occidental. Utilizado como caza de escolta a gran altitud y como cazabombardero de bajo nivel, el P-47 rápidamente ganó reputación por su robustez. Su construcción robusta y su motor radial refrigerado por aire permitieron al Thunderbolt absorber graves daños en batalla y seguir volando.

El avión de ataque dedicado como una clase separada existió principalmente durante y después de la Segunda Guerra Mundial. La implementación precisa varió de un país a otro y fue manejada por una amplia variedad de diseños. En los Estados Unidos y Gran Bretaña, los aviones de ataque eran generalmente bombarderos ligeros o bombarderos medianos, que a veces llevaban armas más pesadas que disparaban hacia adelante como el North American B-25 Mitchell y de Havilland Mosquito Tsetse. En Alemania y la URSS, donde eran conocidos como Schlachtflugzeug ("avión de combate") o sturmovik ("soldado de asalto") respectivamente, esta función fue llevada a cabo por aviones especialmente diseñados y fuertemente blindados como el Henschel Hs 129 y el Ilyushin Il-2. Los alemanes y los soviéticos también utilizaron bombarderos ligeros en esta función: las versiones armadas con cañones del Junkers Ju 87 Stuka superaban ampliamente en número al Henschel Hs 129, mientras que el Petlyakov Pe-2 se utilizó para esta función a pesar de no estar específicamente diseñado para ello.
En la última parte de la Segunda Guerra Mundial, el cazabombardero comenzó a asumir muchos roles de ataque, una transición que continuó en la era de la posguerra. Los ejemplos propulsados por motor a reacción eran relativamente raros pero no desconocidos, como el Blackburn Buccaneer. La Marina de los Estados Unidos continuó introduciendo nuevos aviones en su serie A, pero estos eran en su mayoría similares a los bombarderos ligeros y medianos. La necesidad de una categoría separada de aviones de ataque se redujo en gran medida con la introducción de municiones guiadas de precisión que permitían que casi cualquier avión desempeñara esta función mientras permanecía seguro a gran altitud. Los helicópteros de ataque también han asumido muchos roles restantes que solo podrían llevarse a cabo en altitudes más bajas.
Desde la década de 1960, sólo se han introducido ampliamente dos diseños de aviones de ataque dedicados, el estadounidense Fairchild Republic A-10 Thunderbolt II y el soviético/ruso Sukhoi Su-25 Frogfoot. Una anomalía que pertenece a esta clase es el Lockheed AC-130 estadounidense, que presenta su armamento principal de artillería cañones adaptados para uso aéreo, incluido el obús M102 de 105 mm.
También se ha introducido una variedad de aviones de ataque ligeros en la era posterior a la Segunda Guerra Mundial, generalmente basados en entrenadores adaptados u otros aviones ligeros de ala fija. Estos han sido utilizados en operaciones de contrainsurgencia.

## Características
Es un avión de peso medio que puede ser equipado con un motor de turbina, de turbo-hélice y algunos modelos con dos motores de turbina para mayor capacidad, de gran resistencia, alas rectas y alta maniobrabilidad, es muy efectivo en vuelos a baja altitud y velocidad, donde el aire es más denso, húmedo y pesado, se necesitan controles especiales para controlar la aeronave, alas grandes, elevadores y frenos de aire, aunque en su mayoría no están diseñados para volar a velocidad supersónica o combatir contra otros aviones caza de combate, a velocidad supersónica y gran altitud operativa. 
La proximidad a la que llegan a estar estos aviones de ataque, de los objetivos enemigos en tierra en sus vuelos a baja altitud, por sus vuelos de penetración profunda a baja altitud sobre territorio enemigo o en una zona de combate, con vuelos rasantes sobre el mar, volando entre las montañas, valles y sobre las copas de los árboles, es de una altura de pocos metros y misiones de ataque a menos de 1000 metros de altitud, incluso vuelos rasantes sobre las copas de los árboles y a pocos metros sobre el mar.
Esto también requiere que estos aviones sean más maniobrables, sensibles a los mandos del piloto y más resistentes, tienen la cabina blindada y las cubiertas de los motores con una protección especial, para resistir impactos de armas ligeras disparadas desde tierra. Con capacidad de vuelo en todo tipo de clima, superior a otro tipo de aeronaves militares para poder transportar pesadas armas y tener gran capacidad de elevación, y alta maniobrabilidad a baja altitud, poder aterrizar en aeropuertos comerciales, carreteras, pistas de aterrizaje de segundo nivel y pistas improvisadas, incluso de tierra. 

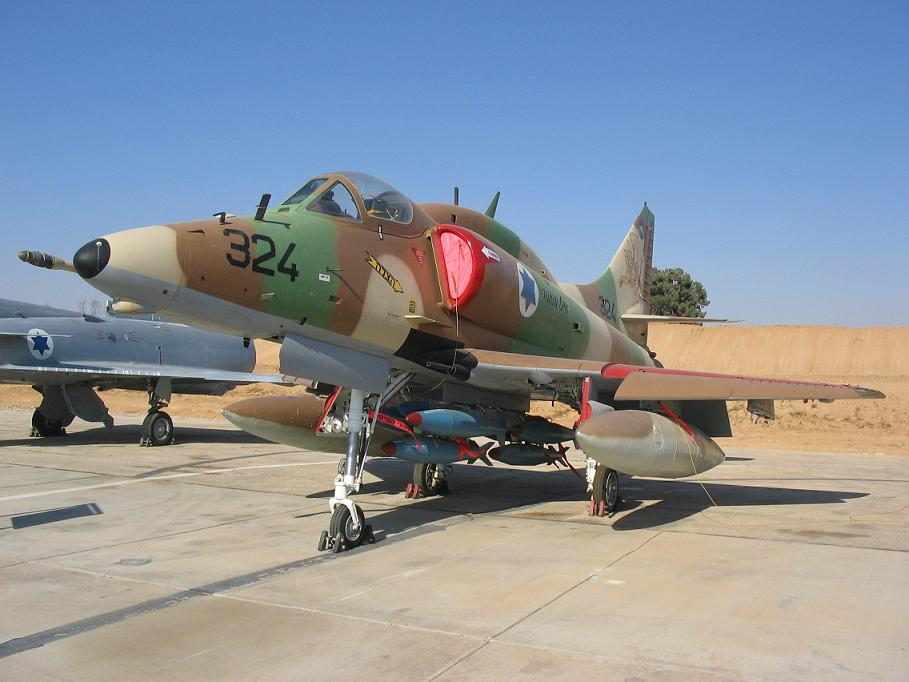
A-4N Israelí.

Aparte del armamento pertinente para atacar, bombas convencionales de caída libre y las nuevas bombas guiadas por láser y satélite GPS de mayor precisión, incorporan cierto blindaje en la cabina de mando, para resistir el fuego enemigo desde tierra y generalmente, están construidos en módulos para ser rápidamente reparados. Pueden transportar un cañón de ataque a tierra con gran cantidad de municiones, incorporado en su diseño o bajo el fuselaje central de la aeronave, montado en un pilón de carga de armas y está equipado con una gran cantidad de bengalas de distracción de misiles, que son lanzadas al aire para evitar el ataque de misiles disparados desde tierra, cargado completamente para una misión de ataque es un avión pesado y relativamente lento, con diferente performance de vuelo que un avión caza supersónico, liviano y de vuelo muy ligero para maniobras de combate contra otros aviones caza, diseñado desde su inicio para alta velocidad. 
Es muy eficiente para el apoyo de tropas en tierra a baja altitud y puede efectuar sus misiones de ataque escoltado por helicópteros, aviones de ataque ligeros y otros aviones caza, que vuelan a mayor altitud y velocidad, para evitar que otros aviones de combate enemigos puedan interceptarlos atacando desde el aire a una mayor altitud.
Los aviones de ataque a tierra tienen radares de seguimiento de terreno, computadoras, miras para avistar los objetivos en tierra y sistemas de control de vuelo, especialmente diseñados para las misiones de ataque a baja altitud y velocidad, pueden volar sobre territorio enemigo en misiones de penetración profunda volando bajo para no ser detectado por radares enemigos, con vuelos de reconocimiento, patrulla, merodeo, buscando blancos de oportunidad y misiones de combate en todo tipo de clima, misiones diurnas y nocturnas, pintados de color camuflaje de selva, arena, nieve, azul naval y de color negro para misiones de ataque furtivo.

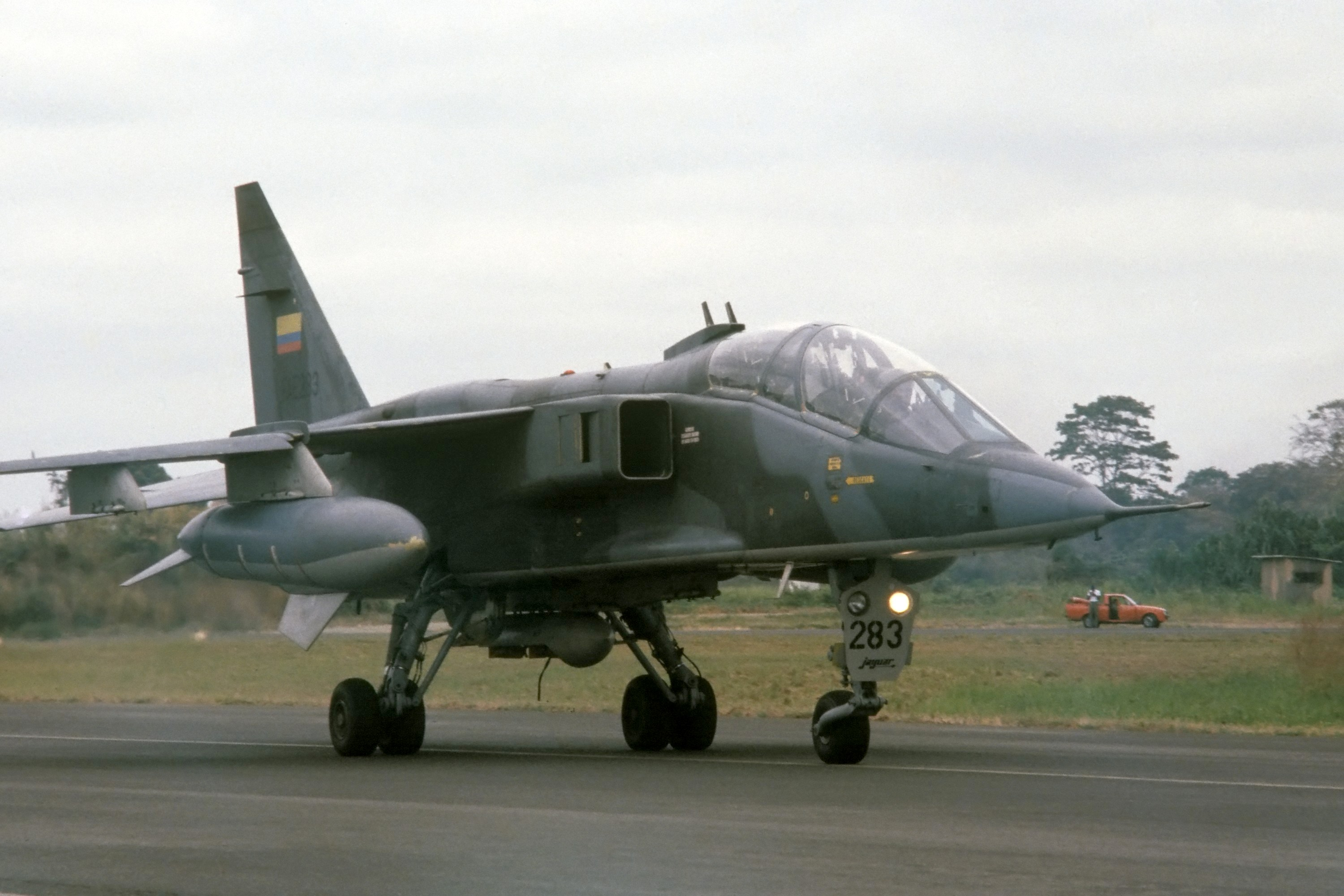
Un biplaza Jaguar EB de la Fuerza Aérea Ecuatoriana.

Dos ejemplos de aeronaves orientadas totalmente al ataque a tierra, desde el inicio de su desarrollo, son el bimotor de peso medio Fairchild Republic A-10 Thunderbolt II de Estados Unidos, y el bimotor Sukhoi Su-25 fabricado en la Unión Soviética, otros aviones han sido adaptados para esta función, como el Sepecat Jaguar y el Harrier de Inglaterra, en la Guerra del Golfo y en los recientes combates en Afganistán.
Normalmente en una situación de batalla, los aviones de ataque son desplegados como apoyo aéreo cercano a las fuerzas terrestres, operando junto con helicópteros artillados y aviones no tripulados UAV, su papel en el campo de batalla moderno es más táctico que estratégico, operando en el frente de la batalla y no contra objetivos más profundos en la retaguardia enemiga. De este modo, estas aeronaves de ataque, a menudo son agregadas a estructuras de control bajo mando directo de unidades del ejército, mandos por radio para asignación de los blancos enemigos, según la posición de las fuerzas de observación en tierra, en el mismo momento de los combates contra fuerzas enemigas, en lugar de recibir órdenes de ataque de unidades de la fuerza aérea, en la base de comando de la nave, en una base aérea militar, aeropuerto cercano o portaaviones, para disparar rondas de metralla, lanzar bombas guiadas por láser, GPS, bombas convencionales de caída libre, bombas de fragmentación, cohetes y misiles, para atacar posiciones enemigas, tropas de desembarco, bases enemigas, estaciones de radar y lanzadores de misiles.

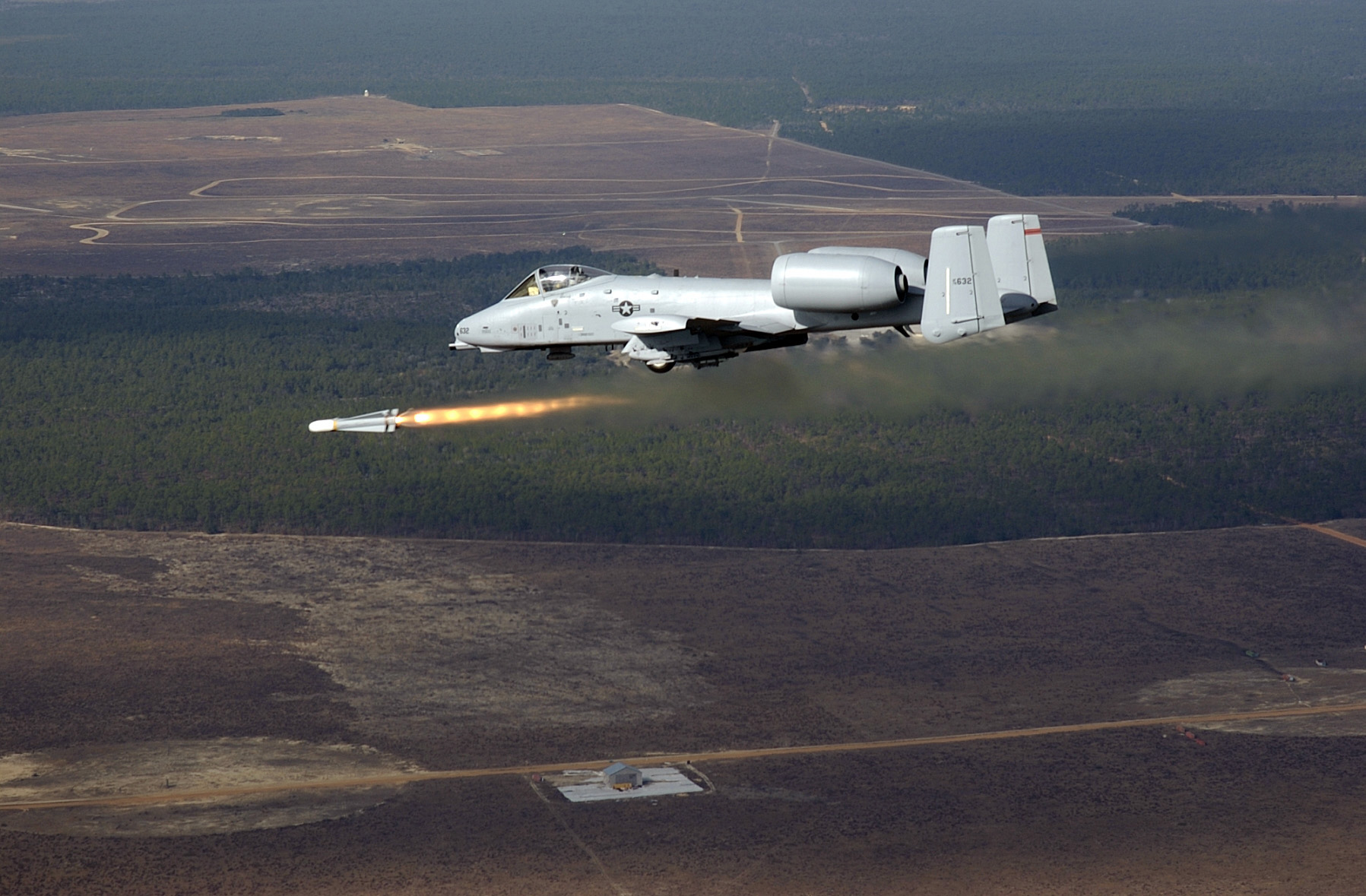
Un A-10 Thunderbolt II disparando un misil aire-tierra AGM-65 Maverick.

Aunque las formaciones y entrenamiento de los pilotos, sigan siendo parte orgánica de la Fuerza Aérea de cada país y en última instancia, los pilotos están bajo el mando de la Fuerza Aérea y la Marina, tienen mucha relación con las fuerzas terrestres de combate, para poder realizar con éxito y en forma conjunta, ataques de precisión contra campamentos de terroristas, lucha contra el tráfico de drogas, interceptar aviones ilegales, escolta de aviones fumigadores de plantaciones ilegales, escolta de helicópteros de rescate dentro de territorio enemigo, captura de contrabando de drogas, defensa de posiciones militares, puestos de control, carreteras y puentes, los aviones pueden aterrizar en bases militares, aeropuertos comerciales, pistas de aterrizaje de segundo nivel, carreteras y caminos de tierra. 
Se usan varios nombres para los aviones de ataque a tierra: avión de ataque, cazabombardero, caza táctico, bombardero táctico, etcétera. El avión de ataque ligero pertenece a otra categoría distinta, se basa en la adaptación de entrenadores u otros aviones ligeros, para tareas de ataque, adaptando un pilón de carga de armas bajo las alas, es más limitado en su capacidad de ataque, transporte de armas y combustible, pero también puede operar como un avión de ataque a tierra en una función operativa secundaria, como el nuevo avión de combate Yakovlev Yak-130.
Su comprobada efectividad en combate en la Guerra de Vietnam, Guerra de las Malvinas, Afganistán, la Guerra del Golfo en Irak, la intervención en Libia y otros conflictos en el mundo, mantienen la necesidad de estar presentes en las Fuerzas Aéreas de varios países, para el apoyo de las operaciones militares en tierra y ataques de precisión en territorio enemigo, porque son más efectivos que los aviones supersónicos, diseñados para volar a mayor altitud y velocidad, y combate en el aire contra otros aviones caza supersónicos.

## Ejemplos de aviones de ataque a tierra
- Junkers Ju 87
- Henschel Hs 129
- Douglas A-1 Skyraider
- Douglas A-4 Skyhawk
- A-5 Vigilante
- Grumman A-6 Intruder
- LTV A-7 Corsair II
- McDonnell Douglas AV-8B Harrier II
- Northrop YA-9
- Fairchild-Republic A-10 Thunderbolt II
- McDonnell Douglas A-12 Avenger II
- McDonnell Douglas F/A-18 Hornet
- Cessna A-37 Dragonfly
- Beechcraft T-6 Texan II
- North American T-28 Trojan
- F-8 Crusader
- Republic F-105 Thunderchief
- Ilyushin Il-2
- Ilyushin Il-10
- Sukhoi Su-24
- Sukhoi Su-25
- Mikoyan MiG-23
- Mikoyan MiG-27
- Yakovlev Yak-130
- Sukhoi Su-34
- Hawker Typhoon
- SEPECAT Jaguar
- British Aerospace Harrier II
- Blackburn Buccaneer
- BAE Hawk
- BAC Strikemaster
- Dassault-Breguet/Dornier Alpha Jet
- Panavia Tornado IDS
- Dassault Mirage 5
- Dassault-Breguet Super Étendard
- IAR 99
- Soko J-22 Orao
- Saab 37 Viggen
- Aero L-39 Albatros
- Aermacchi SF-260
- Aermacchi MB-326
- Aermacchi MB-339
- Alenia Aermacchi M-346 Master
- Hispano Aviación HA-200 Saeta
- CASA C-101 Aviojet
- Pilatus PC-7
- Nanchang Q-5
- Xian JH-7
- Hongdu JL-8
- Hongdu L-15 Falcon
- Mitsubishi F-1
- KAI T-50 Golden Eagle
- FMA IA-58 Pucará
- FMA IA-63 Pampa
- AMX International AMX
- Embraer EMB 312 Tucano
- Embraer EMB 314 Super Tucano, también denominado A-29

## Galería
Diferentes tipos de aviones:

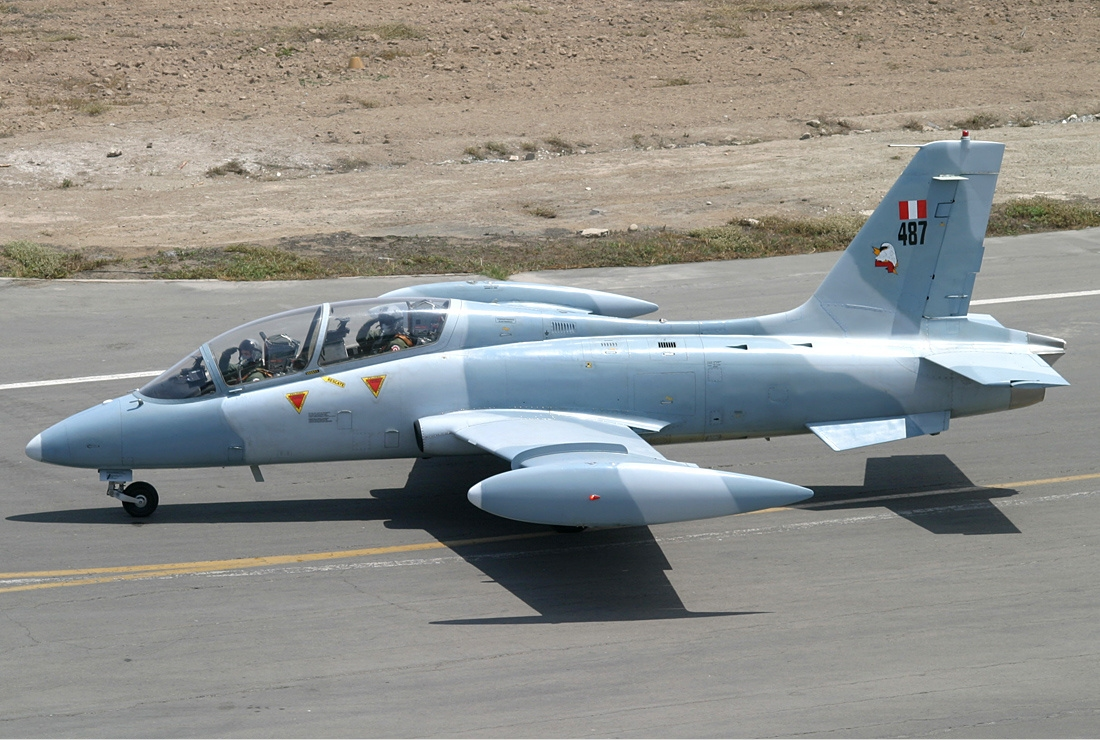
Aermacchi MB-339
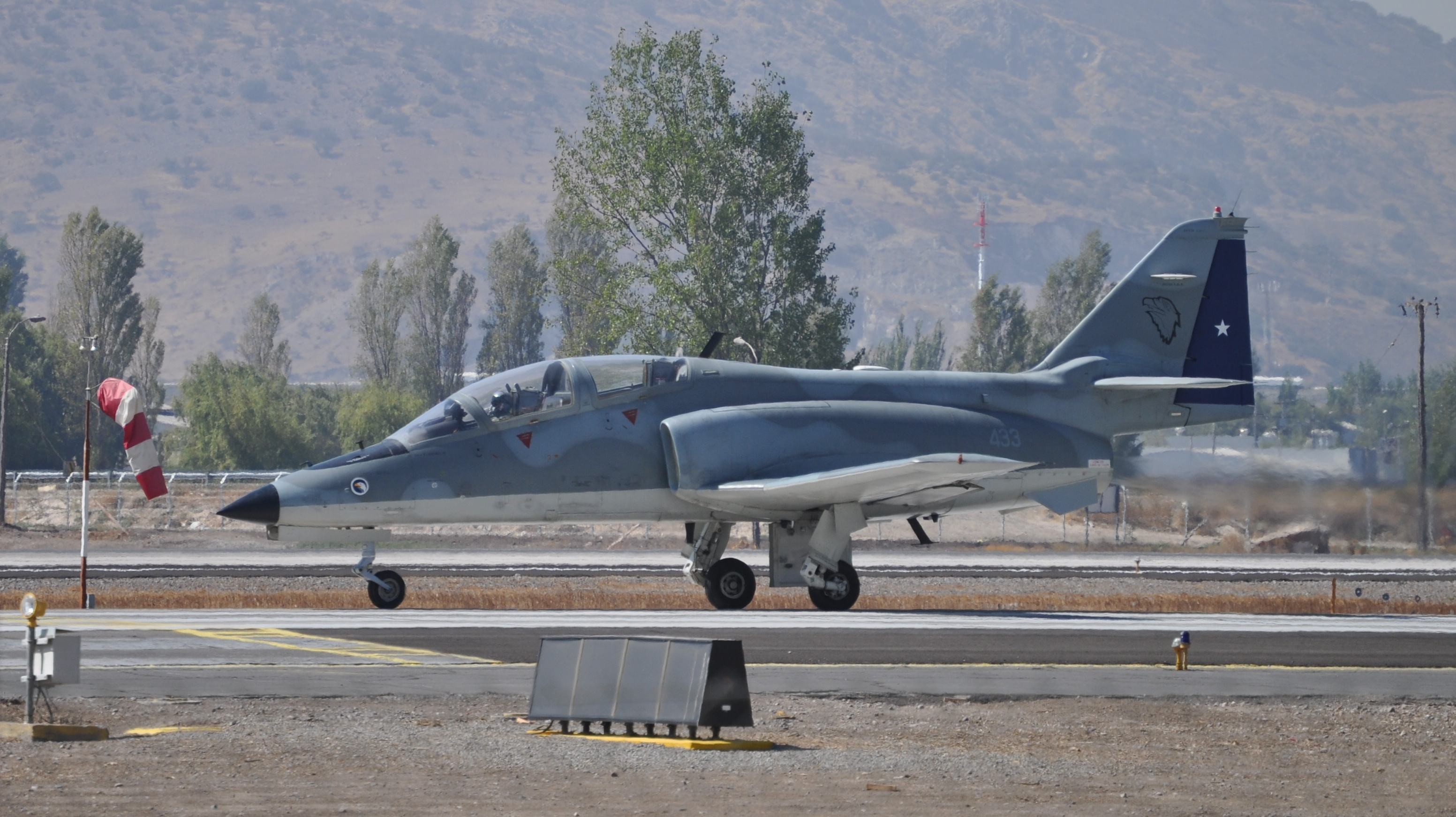
CASA C-101 Aviojet
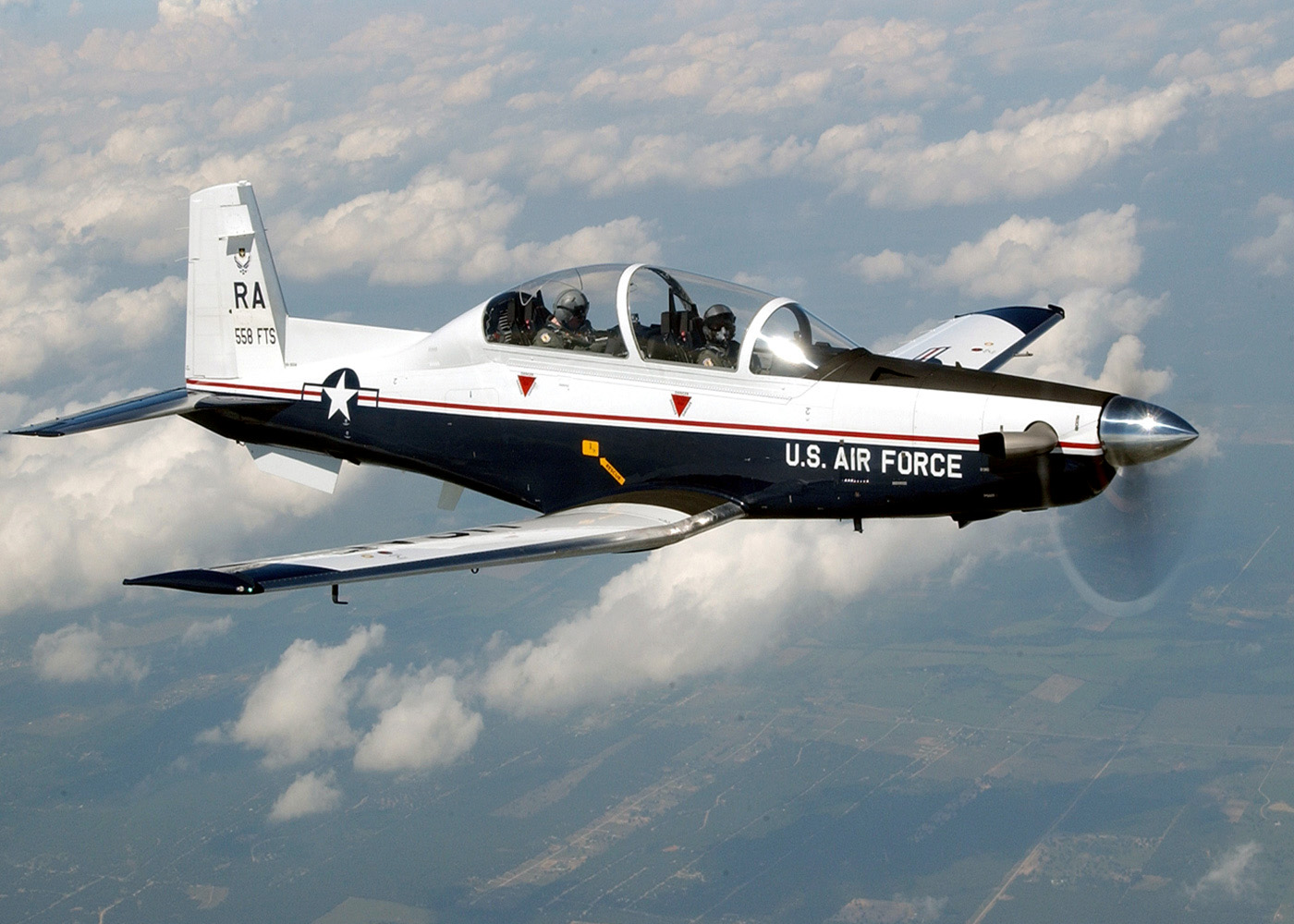
Beechcraft T-6 Texan II
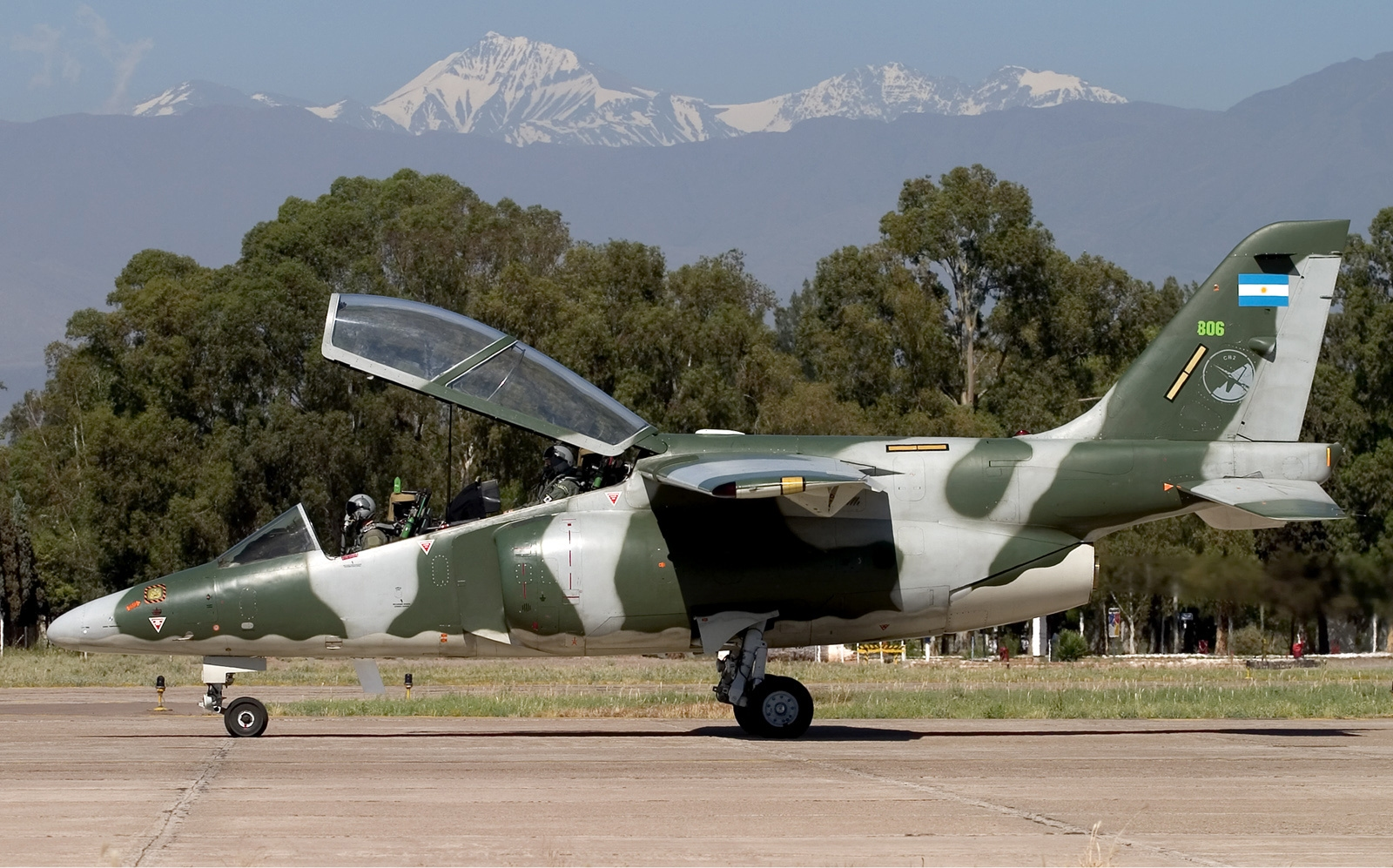
IA-63 Pampa
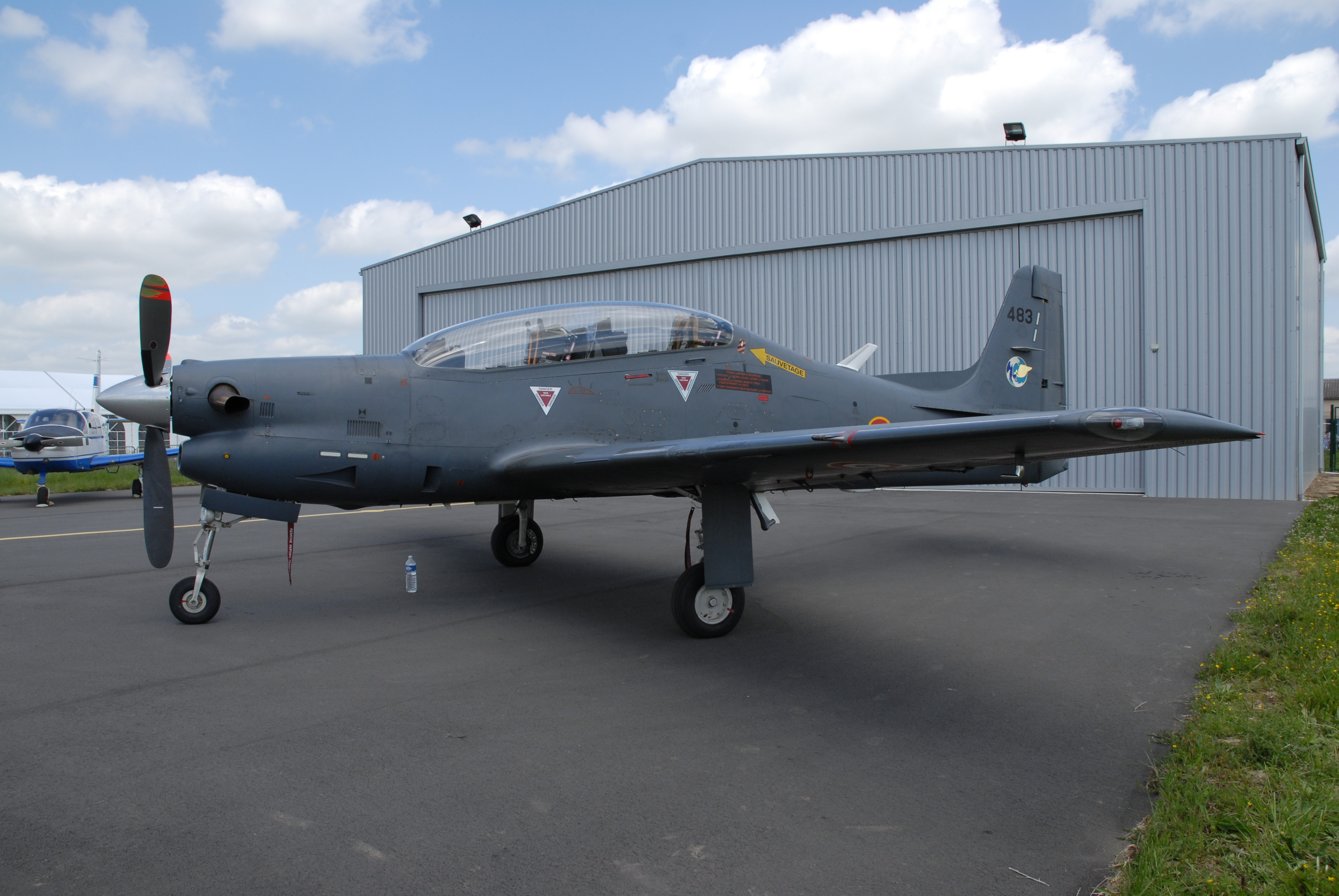
Embraer EMB 312 Tucano